# 레드 벨벳 (영화)
《레드 벨벳》(영어: Red Velvet)은 2008년 개봉한 미국의 독립 공포 영화이다. 헨리 토머스와 켈리 가너가 출연했으며 포러스트 J 애커먼의 마지막 영화이기도 하다.

## 출연
- 헨리 토머스 - 에런 역
- 켈리 가너 - 린다 역
- 포러스트 J 애커먼 - 본인 역
- 너탈리아 배런 - 에이미 역
- 에릭 정먼 - 로이 역
- S.A. 그리핀 - 아버지 역
- 캐럴 앤 수시 - 어머니 역
- 칼리 웨스터먼 - 자매 역
- 오스틴 휘틀록 - 형제 역
- 케빈 휘틀리 - 존 역
- 라티프 크라우더 - 미치광이 역
- 얼 로셀 - 미치광이 역
- 루이스 탠 - 미치광이 역
- 크리스틴 코펀 - 팻 역
- 브렛 로버츠 - 프랭크 역
- 라이언 둠 - 켄 역
- 조던 헤이건 - 카일 역
- 미셸 노딘 - 제니 역